# Awyu jezici
Awyu jezici, podskupina od (7) awyu-dumut jezika koji se govore poglavito uz rijeku Digul u Irian Jayi, Indonezija. 
Predstavnici su: aghu [ahh], 3.000 (1987 SIL) u regenciji Merauke, rijeka Digul; asue awyu [psa], 6.500 (2002 SIL); centralni awyu [awu], 7.500 (2002 M. Sohn); edera awyu [awy], 3.870 (2002 SIL); jair awyu [awv], 2.300 (2002 SIL); sjeverni awyu [yir], 1.500 (1987 SIL); južni awyu [aws]

## Vanjske poveznice
- Ethnologue (14th)
- Ethnologue (15th)